# Olimpíada
Una olimpíada (en grec Ὀλυμπιάς, Olympiás) és una unitat de temps que marca el període de quatre anys, particularment aquell que passa entre cada edició dels Jocs Olímpics.
Aquesta mesura del temps es va establir a l'època arcaica i tenia una durada d'uns quatre anys, tenint en compte que els mesos del calendari grec eren de 28 dies, un mes lunar. A principis del segle IV aC el filòsof Hípies d'Elis va numerar les olimpíades prenent el 776 aC com a primera data. Fent servir aquesta referència, l'historiador Timeu de Tauromènion va crear un sistema de referència cronològica per a tot el món grec. El científic Eratòstenes va fer servir aquesta mesura per calcular aproximadament la data de la Guerra de Troia.
Als Jocs Olímpics moderns es va adaptar aquest sistema quatriennal que comença l'1 de gener de l'any en què s'han de celebrar els Jocs Olímpics d'estiu. Així, la primera olimpíada moderna va començar el dia 1 de gener de 1896, la segona l'1 de gener de 1900 i la 33ena olimpíada de començar l'1 de gener de 2024.  A causa del traspàs entre el calendari julià i el calendari gregorià el cicle olímpic modern va un any pel davant del cicle olímpic antic.

## Olimpíades de l'Antiguitat
Les olimpíades començaven amb la celebració dels Jocs Olímpics, normalment durant la primera o segona lluna plena després del solstici d'estiu. A cada olimpíada el temps es calculava fent referència al primer, segon, tercer i quart any.

### Historiadors
El primer registre de les olimpíades elaborat per Hípies està actualment desaparegut tot i que sembla ser la base de la datació en base amb aquest esdeveniment.
En època d'Eratòstenes es va acceptar com a data inicial la de la victòria de Corebos el 776 aC. La naturalessa panhel·lènica dels Jocs Olímpics i la seva regularitat, juntament amb la cada vegada més millorada llista de guanyadors, van permetre als historiadors grecs mesurar el temps a través d'un calendari unificat que no tenia res a veure amb els particulars sistemes de mesura del temps de les diverses ciutats-estat. El primer historiador que va fer servir aquest sistema va ser Timeu de Tauromènion el segle III aC.
Al segle ii l'historiador Flegont va recollir els esdeveniments de les olimpíades a un llibre titulat Olimpíades, alguns fragments del qual sobreviuen citats a l'obra de l'autor romà d'Orient Foci.

#### La fi d'una era
Tot i que els Jocs Olímpics es van mantenir durant una gran part del domini romà sobre Grècia, el 393 aC l'emperador Teodosi I va prohibir la celebració de cultes pagans, incloen-t'hi els Jocs Olímpics. Les competicions culturals i esportives es van mantenir al món romà fins a la seva caiguda, però amb formats diferents.